# Neverwinter Nights 2
Neverwinter Nights 2 — рольова відеогра від третьої особи, розроблена студією Obsidian та видана Atari. Це сиквел Neverwinter Nights від BioWare, заснованій на фентезійній настільній рольовій грі Dungeons & Dragons видання 3,5.
Розробка Neverwinter Nights 2 розпочалася в липні 2004 року. Сиквел був створений на рушії Aurora Engine, який також використовувався в його попереднику. До релізу гри був включений редактор, що дозволяв гравцям створювати власні пригоди. У грі також був присутній мережевий кооперативний режим аж до грудня 2012 року, коли офіційну багатокористувацьку підтримку було призупинено. У відповідь спільнота Neverwinter Nights 2 розробила кілька ініціатив, за допомогою яких гравці можуть продовжувати грати онлайн.
Neverwinter Nights 2 здобула загалом позитивні відгуки ігрової спільноти та професійних критиків. Рецензенти були задоволені змінами, внесеними в першу гру серії, особливо щодо сюжетної лінії та управління персонажами. У 2006 році гра отримала нагороду GameSpot за найкращий сюжет. Однак не варто забувати і про недоліки, основними з яких була наявність численних технічних проблем на релізі. Для гри було випущено два офіційних доповнення та один набір пригод: Mask of the Betrayer у 2007 році, Storm of Zehir у 2008 році та Mysteries of Westgate у 2009 році.

## Ігровий процес

Ігровий інтерфейс під час битви з босом: активна ігрова група, міні-мапа, діалогове вікно та доступні навички

Neverwinter Nights 2 — це ізометрична рольова гра з видом від третьої особи з точки зору зверху вниз, де гравець керує протагоністом і його/її командою союзників. Оскільки гра заснована на наборі правил Dungeons & Dragons видання 3.5, створення протагоніста включає вибір статі, зовнішності, раси та класу, а потім призначення очок навичок. Шістнадцять рас і дванадцять доступних класів, а також сімнадцять заблокованих на початку гри, престижкласів. Neverwinter Nights 2 використовує систему d20, представлену в Dungeons & Dragons, де кидок кубика використовується для визначення ймовірності та ефективності кожної дії, включаючи атаки та рятівні кидки. Одномоментно група може складатися максимум з п'яти персонажів включаючи протагоніста. Гравець може безпосередньо керувати членами партії або вони можуть діяти відповідно з заздалегідь відданими наказами. Дія гри розгортається в сетингу кампанії Забутих Королівств. Гравець може досліджувати різні райони Фейруну, включно з його містами, лісами та підземеллями, виконуючи квести і заробляючи очки досвіду та внутрішньоігрову валюту та предмети. Уся група співпрацює під час бою, а поведінка персонажів визначається їхнім класом і здібностями. Отримавши певну кількість досвіду, персонажі підвищують свій рівень, що дозволяє їм отримати нові здібності та вміння. Персонажі можуть отримати доступ до престижкласів, — більш спеціалізованих версій базових класів, виконавши певні вимоги. Персонажі можуть використовувати відповідну до своЇх класів зброю, броню чи одяг, що відповідно змінює їх зовнішній вигляд. В процесі проходження персонаж гравця отримує фортецю, яку можна використовувати як базу для операцій. Спочатку фортеця знаходиться в занедбаному стані і має бути відремонтована за внутрішньоігрову валюту. Покращення фортеці може давати прибуток і посилювати захист від ворогів. Для роботи в фортеці гравець має наймати НГП (торговці, охоронці і т.д) та займатися розподілом ресурсів.
Під час кампанії протагоніст має можливість зустріти персонажів, які можуть долучитися до його/її групи, щоб допомогти. Кожен соратник має свої індивідуальні історію, мотивацію та моральний компас. Персонажі мають власну думку на основні сюжетні вибори гравця і можуть як схвалювати, так і засуджувати ті чи інші вчинки. Протягом усього сюжету гравець має розмовляти зі своїми товаришами по зброї і інколи виконувати їх персональні квести, підвищуючи тим самим свій вплив на них. Якщо у певні моменти сюжету вплив протагоніста на сопартійця буде недостатнім, він може покинути героя, чи навіть атакувати його.
До вимкнення онлайн-компонента, у кампанію Neverwinter Nights 2 можна було грати з іншими гравцями. Для кооперативного режиму деякі ігрові механіки можна було змінити. Щоб грати онлайн, був потрібен обліковий запис спільноти BioWare. Гравці могли завантажувати та грати в онлайн модулі, створені за допомогою набору інструментів Electron, який входив до версії гри для Windows.

## Синопсис
Події Neverwinter Nights 2 розгортаються в місті Невервінтер і його околицях. Дія першої частини гри розгортається в невеликому селищі Вест-Харбор на Узбережжі Мечів, яке атакують ґіт'янкі. Протагоніст повинен буде дізнатися причини цього нападу. Рухаючись далі по сюжету, він дізнається, що їхньою метою є уламки срібного меча — єдиної зброї, якою можна перемогти стародавнього вартового Іллефарна, відомого як «Король Тіней», який прагне знищити світ. У грі можливі два варіанти фіналу.
Сюжет
Відбивши перший напад ґіт'янкі, герой отримує від свого прийомного батька Дегуна наказ — знайти захований ним загадковий срібний уламок і віднести той до міста Невервінтер. Там на нього чекає інша проблема — через таємничу смерть кількох дворян влада обмежила для сторонніх вхід у район, де живуть чарівники. Брат Дегуна Дункан радить вступити до лав міської варти або приєднатися до місцевих бандитів, для отримання перепустки. Після виконання (залежно від обраного шляху) ряду завдань, як у самому Невервінтері, так і далеко від міста, протагоністу нарешті вдається поговорити з мудрецем Алданоном, який розповідає, що зібрані протагоністом уламки — від стародавнього меча, яким користувався відомий у Невервінтері чаклун Аммон Джерро. Герой вирушає на пошуки останнього з нащадків чаклуна — Шандри Джерро.
Герою не вдається вирушити разом із Шандрою на пошуки її діда — лусканці звинувачують його у вбивстві всіх мешканців прикордонного села. Чарівник Сенд, — один із сопартійців, пропонує герою присягнути на вірність одному з дворян Невервінтера, щоб суд над ним пройшов у місті. Після присяги герой (разом із Сендом, який вирішив стати його адвокатом) вирушає на пошуки доказів, які б могли довести його непричетність до цього злочину. Дізнавшись, що до трагедії причетні самі лусканці, протагоніст вирушає на суд. Однак, незалежно від його результату, сторона, що програла, вимагатиме закінчити справу поєдинком. Незабаром після суду з'ясується, що посли Лускана самі були обдурені — маг Чорний Гаріус, скориставшись метушнею, зміг захопити занедбану Фортецю на перехресті. Лорд Нашер наказує герою взяти участь у визволенні замку. Штурм напівзруйнованих укріплень проходить швидко, проте захопити Гаріуса не вдається — він та його помічники вмирають під час магічного ритуалу. Від звільненого Алданона герой дізнається, що Гаріус таки викликав стародавнього Короля Тіней. Колись це був чарівний вартовий імперії Ілефарн, але через помилку одного мага, він став використовувати сили світу Тіней і перетворився із захисника на винищувача. Створюючи вартового, чарівники Ілефарна передбачили ритуал для його знищення, але самі не встигли його провести. Для підготовки до цього ритуалу, герой мав відвідати кілька стародавніх статуй. Проте статую, розташовану біля Західної Гавані, слуги Короля Тіней, що прокинувся, на той час знищили. Герой вирушає на пошуки Аммона Джерро, якому колись уже вдалося зупинити Короля Тіней. Щоб відкрити шлях до його притулку, Шандра своєю кров'ю звільняє демонів від клятви. Однак, перш ніж будь-хто встигає втрутитися, охоплений гнівом Аммон вбиває її.
Лорд Нашер призначає героя капітаном фортеці і доручає підготувати її до оборони та знайти спосіб знищення Короля Тіней. Від посланців Лускана герой дізнається, що нежиттю командує Гаріус зі своїми помічниками, і отримує список їхніх істинних імен, прочитання яких позбавить їх невразливості. Також протагоністу вдається відновити старий союз із гномами та залучити ящерів, яких Тінь вигнала з рідних боліт. До того ж герой зумів зібрати достатню кількість уламків, щоб відновити Срібний меч. У битві з ордами Короля Тіней, армія Невервінтера зазнає поразки і відступає до відновленої протагоністом фортеці. Герой із загонами своїх солдатів стримує просування ворога та захищає саму фортецю. У притулку Короля Тіней чекає ще одна зустріч з Гаріусом. Персонажі в групі зі злим світоглядом отримають пропозицію перейти на бік Темряви. Разом із Гаріусом проти героя боротиметься від одного до п'яти колишніх товаришів. Перемігши їх і Гаріуса і зустрівши самого Короля Тіней, герой може сам перейти на бік зла, на чому гра закінчується. У іншому випадку доведеться перемогти Короля Тіней, але його загибель викличе обвалення стелі печери. Тіло героя не знайдуть, як і не повідомлять про долю супутників.

## Розробка

процес створення модів на офіційному рушії Electron engine

Neverwinter Nights 2 було неофіційно анонсовано 1 квітня 2004 року, коли Atari оголосили список кількох ігор у стадії розробки. Компанія офіційно анонсувала гру 4 серпня 2004 року. Obsidian Entertainment займалися розробкою гри, а BioWare, як розробник першої Neverwinter Nights, запропонувала Obsidian підтримку. Дві компанії схожим чином співпрацювали над Star Wars: Knights of the Old Republic II, сиквелом гри BioWare, розробленим Obsidian. Спільний генеральний директор BioWare Рей Музика сказав: «Neverwinter Nights залишається однією з найважливіших ігор, які коли-небудь створювали BioWare. Ми, звичайно, плануємо продовжувати брати участь у створенні та розробці Neverwinter Nights 2». Obsidian найняли кількох ігрових дизайнерів з вже неіснуючої на той час Black Isle Studios, яка розробляла інші рольові відеоігри Dungeons & Dragons, такі як Planescape: Torment, Icewind Dale та Baldur's Gate. Розробка Neverwinter Nights 2 почалася в липні 2004 року. У команді були Даррен Монаган, продюсер кількох ігор Icewind Dale і Baldur's Gate: Dark Alliance; Марк Голмс, арт-директор перших Neverwinter Nights і Кріс Авеллон, провідний дизайнер Planescape: Torment і Star Wars: Knights of the Old Republic II.
BioWare надали для сиквелу свій ігровий рушій Aurora Engine з Neverwinter Nights. Однією з причин використовувати Aurora, а не створювати новий рушій з нуля, був набір інструментів — в Obsidian хотіли, щоб гравці й надалі могли створювати контент для гри, що було неможливо з новим рушієм. Крім того Obsidian планували повністю переробити Aurora. Розробники хотіли покращити візуальні ефекти першої гри за допомогою таких доповнень, як краще освітлення та текстури, що вимагало значних змін у коді. Модернізований рушій отримав назву Electron. Electron був розроблений для можливості використання DirectX, щоб зробити його сумісним для потенційного випуску на Xbox 360, але Obsidian врешті-решт відмовився від цих планів з фінансових причин. Набір інструментів, який використовувався для створення гри, також був оновлений і включав кілька доповнень, таких як настроюваний інтерфейс і новий формат діалогів — подібні до Microsoft Word і Excel. Як і Neverwinter Nights, набір інструментів був включений у релізну версію.
Obsidian черпали натхнення у таких культових представників жанру, як Fallout та Ultima. Генеральний директор Obsidian Фергус Уркхарт сказав: «Ми думали про багато старих рольових ігор, і у нас таке відчуття, що з сучасними рольовими іграми щось було втрачено». Він порівняв Neverwinter Nights 2 із Baldur's Gate II, заявивши, що хотів розширити місто Невервінтер, як це було зроблено у Baldur's Gate II. «Ми шукаємо, як зробити Невервінтер справді інтригуючим, і зробити його місцем, звідки ти ідеш і куди повертаєшся, звідки йдеш і знову повертаєшся, і зробити його справжнім центром гри», — сказав Уркхарт. Історія гри, хоч і обертається навколо міста Невервінтер, не буде пов'язана з Neverwinter Nights. Замість того, щоб починати гру як потужний, важливий персонаж, гравці починали б Neverwinter Nights 2 з самих низів. Obsidian хотіли реалізму в грі та конкретних наслідків для дій гравця. Історія буде зосереджена на персонажі гравця, який повинен буде поступово заслужити повагу лорда Нашера та міста Невервінтер.
Obsidian переробили формат взаємодії в грі, щоб бути більше схожими на Star Wars: Knights of the Old Republic II. Подібно до доповнення Neverwinter Nights Hordes of the Underdark, гравець міг залучити більше ніж одного члена групи. Кожним персонажем можна було керувати безпосередньо, але члени групи також могли б прийти на допомогу гравцеві, навіть якщо вони не контролювалися, наприклад, попросити розбійника, вскрити замкнену скриню. Персонажі мали різні характери та власні плани, але персонаж гравця міг впливати на них. За певних обставин персонажі могли покинути групу назавжди. Інші зміни порівняно з першою грою включають додавання престижкласів і більше екзотичних рас.
У 2012 році GameSpy, компанія, яка надавала мультиплеєрну підтримку гри, викупила Glu Mobile, значно піднявши оплату онлайн-сервісів. Що призвело до закриття підтримки онлайн-сервісів для Neverwinter Nights 2. GameSpy стверджували, що розробники дозволили припинити дію своїх контрактів і більше не бажають продовжувати.

## Реліз
Neverwinter Nights 2 «пішла на золото» 17 жовтня 2006 року і вийшла 31 жовтня в США, 3 листопада в Європі та 16 листопада в Австралії. Набір інструментів Electron та ексклюзивні предмети були доступні для споживачів, які придбали гру по передзамовленню через GameStop або Best Buy. Крім стандартної версії Atari також випустили спеціальне видання для США і Австралії, що містило кілька фізичних предметів, як-от тканинну карту із зображенням Узбережжя Мечів, а також внутрішньоігрові переваги. Європейське спеціальне видання було розділено на дві окремі коробки, які отримали назву «Lawful Good Limited Edition» і «Chaotic Evil Limited Edition», що є посиланням на концепцію світоглядів у Dungeons & Dragons. Кожна коробка містила колекційні предмети, доступні у версіях для США і Австралії, а також копії оригінальної Neverwinter Nights та її доповнень, а також пробний код для Dungeons & Dragons Online: Stormreach.
Atari ліцензували рушій Aspyr Media для розробки порту Neverwinter Nights 2 на Apple Macintosh. Початкове оголошення вказувало дату випуску в грудні 2007 року, але порт не був готовий аж до лютого 2008 року. Він включав повну версію Neverwinter Nights 2, за винятком набору інструментів для модінгу. У березні 2008 року видавець оголосив, що частина їх продукції, у тому числі Neverwinter Nights 2 і її перше розширення, Mask of the Betrayer, будуть доступні через Steam. У травні 2008 року також було опубліковано видання «Gold Edition», що містить копії Neverwinter Nights 2 і Mask of the Betrayer. «Platinum Edition», що містило оригінальну гру та обидва пакети доповнень, було випущено на платформі Steam 27 грудня 2010 року. З травня 2013 року Neverwinter Nights 2 більше не продається через Steam. Повне видання, що містить оригінальну гру та три пакети доповнень (Mask of the Betrayer, Storm of Zehir, Mysteries of Westgate), було випущено на GOG 24 січня 2013 року.

## Доповнення
До відеоігри Neverwinter Nights 2 було випущено три доповнення:
- Mask of the Betrayer — перше доповнення до гри, яке було анонсоване у квітні 2007 року.[26] Реліз відбувся 28 вересня 2007 в Європі, 9 жовтня в США та 1 листопада в Австралії.[27] Історія розпочинається майже відразу після закінчення Neverwinter Nights 2.[28] У доповнення входять кілька нових варіантів розвитку персонажа, включаючи додаткові раси та престижкласи. На релізі доповнення отримало схвальні відгуки критиків.
- Storm of Zehir — друге доповнення до гри, яке було анонсоване у червні 2008.[29] Реліз відбувся 18 листопада 2008 в США, 21 листопада в Європі та 11 грудня в Австралії. Незважаючи на те, що випущено було після введення набору правил 4-ї редакції D&D, доповнення використовувало 3.5 редакцію, як і його попередники. Розширення отримало змішані відгуки.
- Mysteries of Westgate — третє та фінальне доповнення до гри, яке було анонсоване у жовтні 2007. Первинно видавець поставив дату випуску на осінь 2007, проте реліз відбувся аж 29 квітня 2009.[30] Atari назвали його «пакетом пригод», порівнюючи з преміум-модулями Neverwinter Nights. Доповнення було розроблене канадською Ossian Studios.

## Оцінки та відгуки
| Агрегатор    | Оцінка |
| ------------ | ------ |
| GameRankings | 82%    |
| Metacritic   | 82/100 |

| Видання       | Оцінка |
| ------------- | ------ |
| 1Up.com       | C+     |
| Eurogamer     | 8/10   |
| Game Informer | 8/10   |
| GameSpot      | 8.6/10 |
| GameSpy       | 4/5    |
| GameZone      | 8.7/10 |

Neverwinter Nights 2 отримала загалом позитивні відгуки. Проєкт посів 6 місце в списку передзамовлень на Amazon за тиждень до випуску і був бестселером кілька тижнів після цього.
Хоча деякі рецензенти вважали Neverwinter Nights 2 кращим за свого попередника, сиквел отримав нижчі загальні оцінки рецензій. Багато хто вважав сюжетну лінію однією з сильних сторін гри та покращенням у порівнянні з Neverwinter Nights. GameSpy заявили, що однокористувацька кампанія була «гідна своєї блискучої родословної», а рецензент Game Informer сказав, що «цей тайтл легко перевершує оригінальну кампанію Neverwinter Nights завдяки значно кращій історії та персонажам». Інший рецензент оголосив її «однією з найкраще написаних ігор в історії».
Та деякі рецензенти були менш задоволені, австралійський PALGN назвав історію «досить передбачуваною та шаблонною». Джонатан Паркін з Personal Computer World писав: «Діалог є ключовим компонентом… але ті, хто віддає перевагу боям, можуть вважати це нудним після гри протягом кількох мільярдів годин». Так само сприйняття графіки Neverwinter Nights 2 було неоднозначним. Деякі рецензенти називали візуальні ефекти «новою епохою», але інші помічали технічні проблеми у їх відтворенні та продуктивності, особливо на слабких та середніх ПК. У газеті Sydney Morning Herald сказано, що «деталізований 3D-механізм дозволяє відтворювати пишні пейзажі, надаючи вам краще відчуття дослідництва, коли ви мандруєте селами та каламутними болотами». Кілька коментарів щодо звуку та озвучення були позитивними, хоча один рецензент висловив розчарування тим, що деякі звукові ефекти, очевидно, були взяті з Neverwinter Nights. Конклін назвав камеру в грі «жахливою» і сказав, що в грі багато графічних збоїв.
Найбільш поширеною критикою гри були численні технічні збої. Адам Даймонд з Isthmus написав: «Часто я мандрував підземеллям один, мої супутники розбіглися далеко позаду мене, залишаючи мене вразливим для нападу. Який сенс мати поплічників, якщо їх немає коли вони потрібні?». Деякі огляди порівнювали Neverwinter Nights 2 із Star Wars: Knights of the Old Republic II, попередньою грою Obsidian, яка отримала подібні скарги. В одному огляді зазначено: «Час від запуску до завантаження досить довгий, тому будьте готові задуматись, чи гра вийшла з ладу чи завантажується». Obsidian досить швидко випустили патч, який виправив декілька помилок, але пізніші огляди все ж описували збої як серйозну проблему. В огляді 1UP.com, написаному через два тижні після випуску гри, зазначено: «Сумна правда полягає в тому, що гра вийшла в досить безладному стані, і навіть після кількох патчів (на момент написання статті) найбільші проблеми залишаються».
Версія Neverwinter Nights 2 для Mac була також сприйнята неоднозначно, і рецензенти скаржилися на відсутність інструментарію редактора та високі системні вимоги.
Модерська спільнота
Редактор Neverwinter Nights 2 та набір інструментів отримали широке визнання, а Deseret News назвали їх «шалено потужними та складними». Neverwinter Nights 2 не приваблювала таку активну модерську спільноту, як Neverwinter Nights, і PC Gamer пояснює це складністю Electron порівняно з набором інструментів Aurora у Neverwinter Nights. Найвідоміші модифікації Neverwinter Nights 2 включали ремейки Baldur's Gate, Icewind Dale і RuneScape.

## Нагороди
Neverwinter Nights 2 отримала нагороду GameSpot «Найкраща історія» за 2006 рік, обійшовши вибір спільноти, The Elder Scrolls IV: Oblivion. Вона також була номінована на премію Golden Joystick Award як «Найкраща відеогра» 2006 року. Редакція Computer Games Magazine вручила Neverwinter Nights 2 нагороду за «Найкращий сценарій» і вона також посіла друге місце в їх списку 10 найкращих ігор 2006 року.